# NGC 1421
NGC 1421 في الفهرس العام الجديد، هي مجرة، تقع في كوكبة النهر. اكتشفت في 1 فبراير 1785 بواسطة ويليام هيرشل.

## روابط خارجية
- NGC 1421 على موقع ويكي سكاي: DSS2, SDSS, GALEX, IRAS, Hydrogen α, X-Ray, Astrophoto, Sky Map, Articles and images